# NGC 7481
NGC 7481 is een niet-bestaand object in het sterrenbeeld Waterman. Het hemelobject werd in 1886 ontdekt door de Amerikaanse astronoom Ormond Stone.